# Museo Correr

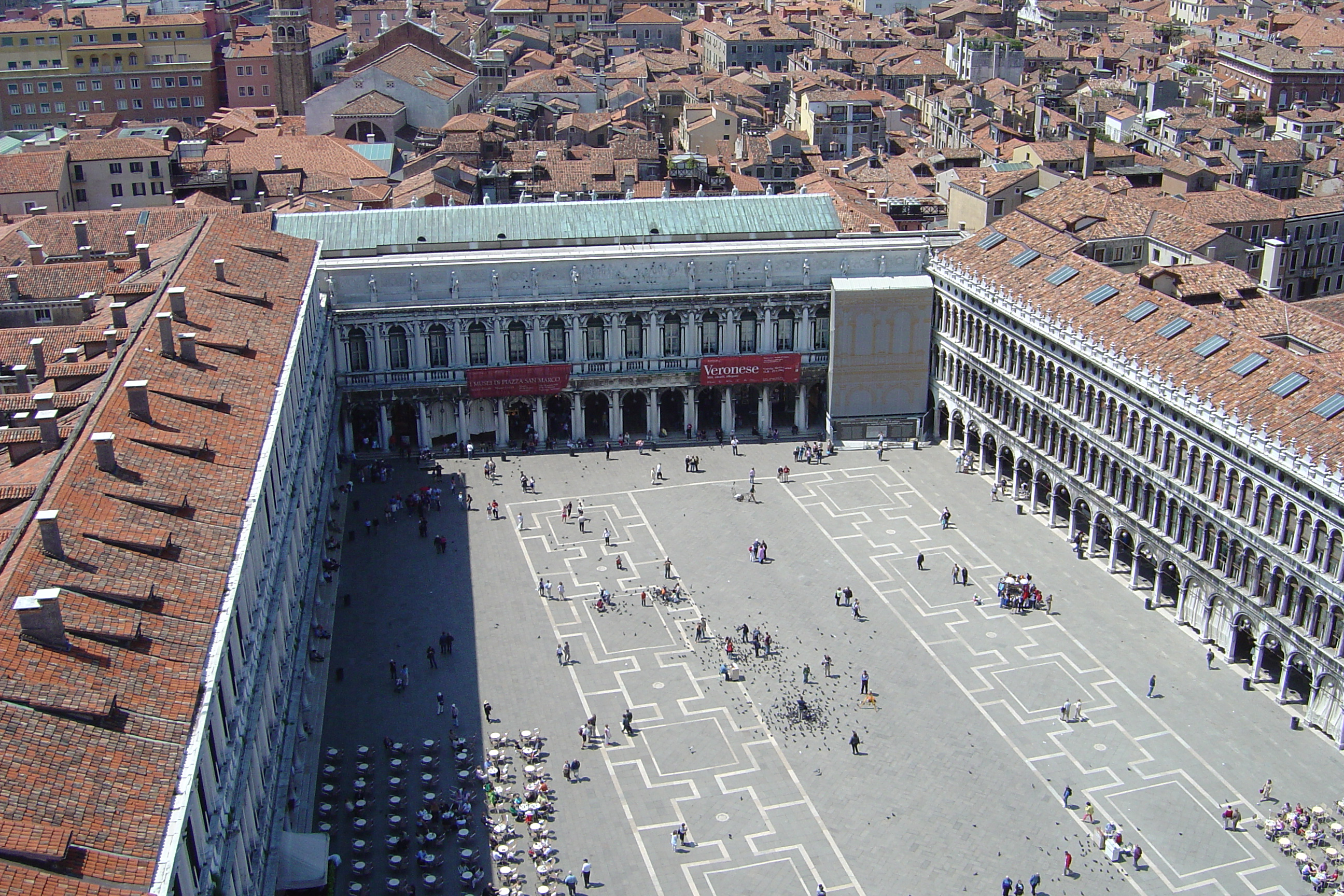
Das Museo Correr im Napoleonischen Flügel der Prokuratien am Markusplatz

Das Museo Correr oder Museo Civico Correr ist das Städtische Museum von Venedig. Es ist im Napoleonischen Flügel der Prokuratien am Markusplatz gegenüber dem Markusdom untergebracht. Namensgeber des Museums ist der Venezianer Teodoro Correr (1750–1830), der seine wertvolle Sammlung von Büchern, Manuskripten, Gemälden und kunstgewerblichen Objekten der Stadt hinterließ. Heute verfügt das Museum über drei Sammlungen. 

## Bestände

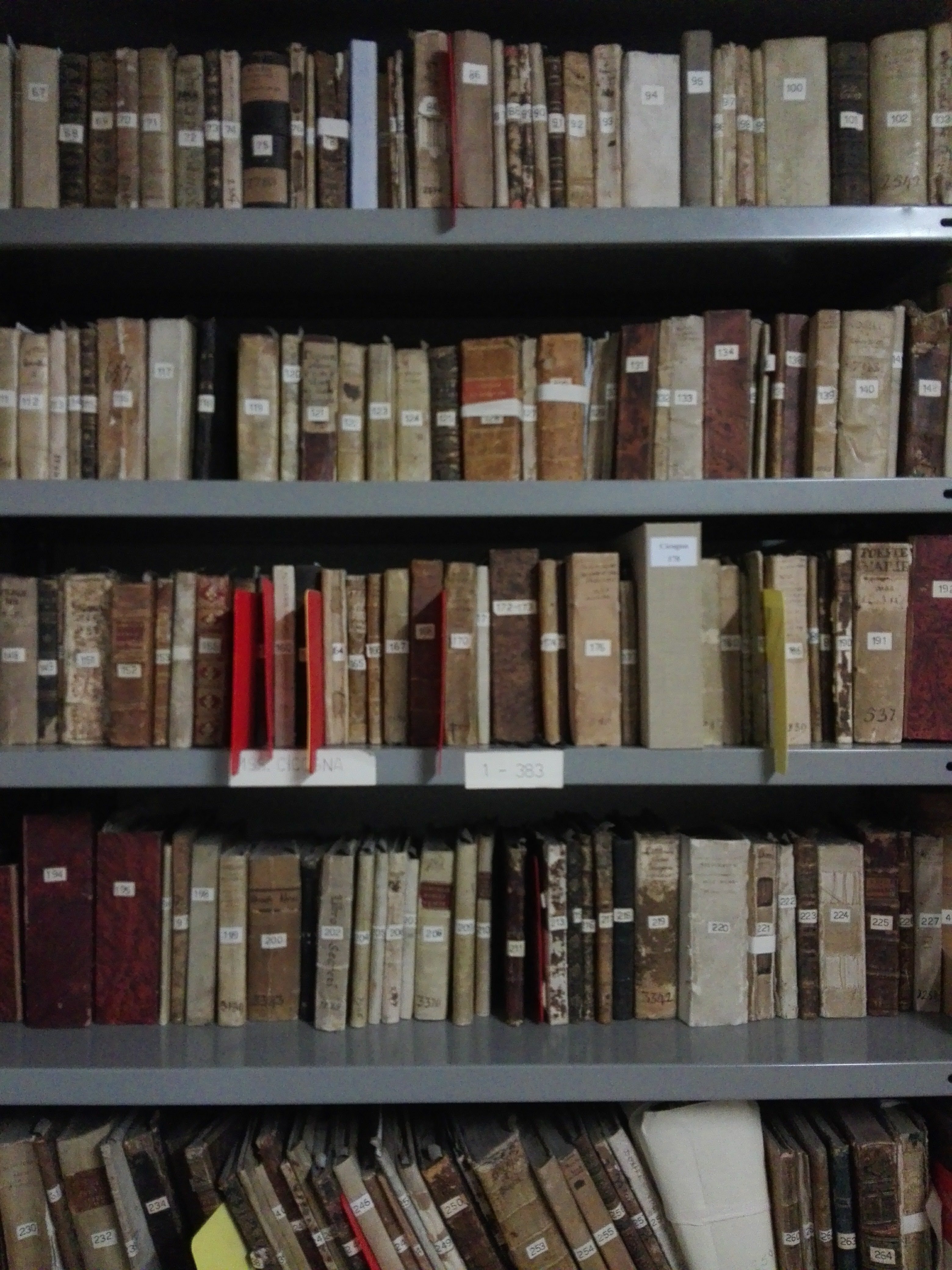
Einige der Handschriften und Drucke

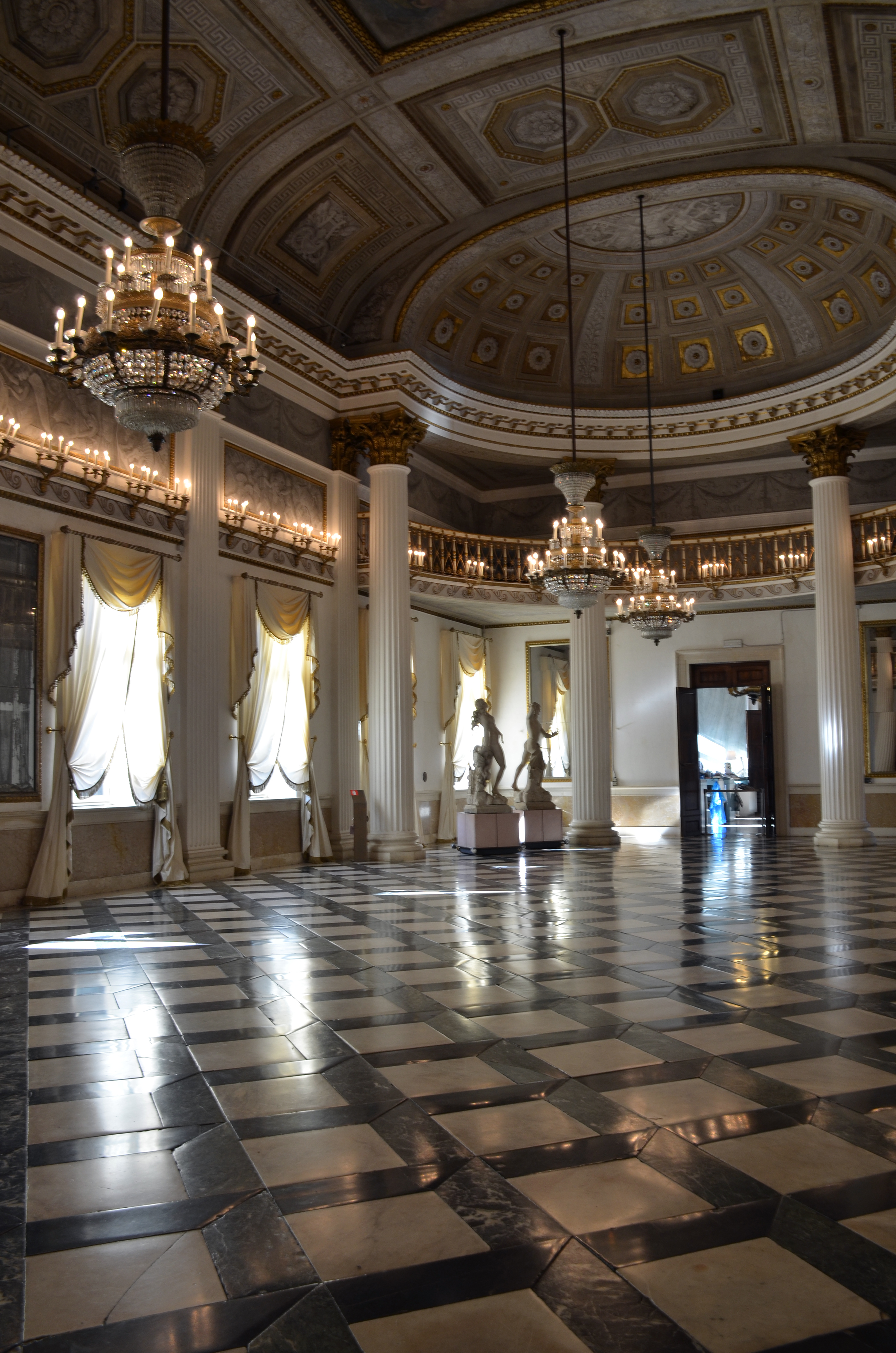
Napoleonischer Ballsaal im Museo Correr

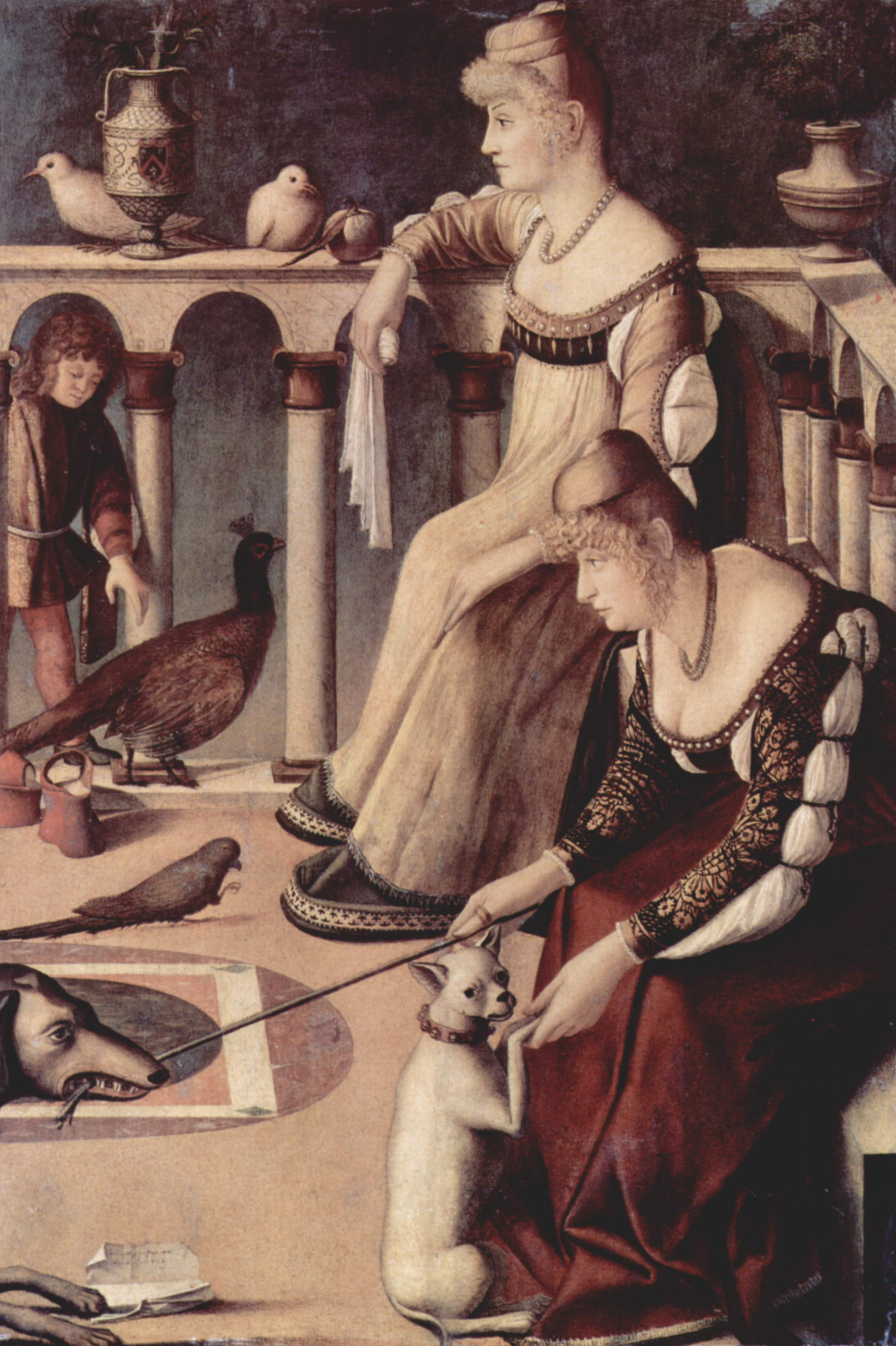
Vittore Carpaccio: Zwei Venezianerinnen (um 1510)

Die Stiftung Teodoro Corrers dokumentiert die Geschichte Venedigs in diversen Stadtansichten, Historienbildern, Urkunden, Veduten aus der Canaletto-Schule, der Bibliothek aus dem ehemaligen Theatiner-Kloster, Prunkgewändern, Münzen und Siegeln sowie Dokumenten zur Seefahrtsgeschichte und historischen Waffen. Die Sammlung entstand in einer Zeit, als viele Familien ihre Bestände verkaufen mussten, was es Correr ermöglichte, eine große Zahl von Werken zu erstehen. Zur Stiftung Corrers kommt die von Emmanuele Antonio Cicogna, die auf der Grundlage eines kleineren Vermögens zu einer Zeit entstand, als zahlreiche Bestände längst ins Ausland verkauft und die Preise gestiegen waren. Cicogna sammelte jedoch als Kenner der venezianischen Kultur und Geschichte gezielter als Correr. 
Die Bestände der Bibliothek werden in verschiedene Fondi unterteilt. Der Fondo Correr von 1830 weist 1533 Signaturen auf. Die Katalogisierung erfolgte durch den ersten Direktor Vincenzo Lazzari. 1861 kam der von Giuseppe Maria Malvezzi gestiftete Fondo Malvezzi hinzu, der aus 160 Manuskripten besteht. Der Stifter starb am 15. April 1884. Auch hier erstellte Lazzari einen Katalog. 1866 kam der Fondo Cicogna hinzu. Cicogna hatte mit seinen begrenzten Mitteln im Laufe der Zeit über 4000 Manuskripte, etwa 40.000 Druckwerke, darunter 750 Editionen von Boccaccio erstanden. Giuseppe Giordani arbeitete bis 1869 an der Erfassung. Heute finden sich 3.823 Manuskripte Cicognas im Museo Correr. 
1879 wurde der Fondo Gradenigo-Dolfin in das Museum aufgenommen, ein Bestand von 1230 Manuskripten, die die am 8. Februar 1879 verstorbene Contessa Elena Maria Gradenigo, geb. Dolfin, vermachte. Die Gräfin und Sternkreuzordensdame genügte mit der Überlassung an das Museum dem Wunsch ihres Ehemannes Vincenzo Domenico Gradenigo, den er in seinem Testament vom 20. Juli 1869 festgehalten hatte. Die Sammlung geht im Kern auf Pietro Gradenigo (1695–1776) zurück. 1903 publizierte Daniele Ricciotti Bratti den dazugehörigen Katalog. Ähnlich wie die anderen Kataloge ist auch dieser inzwischen via Internet verfügbar.
1881 erfolgte eine weitere Stiftung durch die Conti Francesco Lodovico und Lorenzo Donà dalle Rose, die dementsprechend im Fondo Donà dalle Rose aufgingen. Dieser geht auf Sammlungen der Familien Tron und Donà zurück. Dem Angestellten des Museo Giuseppe Nicoletti gelang bis 1882 die Katalogisierung der etwa 500 Manuskripte. Viele der Stücke wurden von Leonardo Donà (1536–1612) erworben oder selbst verfasst. 
1885 vermachte Michele Wcovich Lazzari (1814–1886) einen Bestand, der heute den Fondo Wcovich Lazzari bildet; die Übergabe der 5000 Manuskripte und Drucke erfolgte durch seine Witwe Caterina Campagnella. 1891 erwarb das Museum den Fondo Morosini Grimani, einer Familie, deren letzte Angehörige Loredana Morosini Gatterburg 1884 verstorben war. 1891 erklärte sich zwar der venezianische Teil der Erben bereit, den Bestand gratuitamente dem Correr zu überlassen, doch der österreichische Teil verlangte eine Bezahlung. So kam es zu Prozessen, an deren Ende das Museum 2.418 Bücher und 607 Manuskripte aus dem Palazzo Morosini di Santo Stefano erhielt. Die Sammlung ging zu erheblichen Teilen auf den Dogen Francesco Morosini (1619–1694) zurück. Inventarisiert wurde der Bestand von Bartolomeo Cecchetti, dem Direktor des Staatsarchivs. Mit der Bezeichnung Fondo Provenienze Diverse werden Bestände zusammengefasst, die verschiedener Provenienz sind. Dieser umfasst 3430 Signaturen. 
Insgesamt birgt das Museum etwa 12.000 Handschriften, jedoch existiert kein gedruckter vollständiger Katalog, so dass die Bestände kaum in die Forschung einfließen. Dies dürfte sich mit der Online-Ausgabe, die seit 2010 aufgebaut wird, ändern. 
Der zweite Teil der Sammlung ist in der Gemäldegalerie zu sehen. Sie umfasst eine erhebliche Anzahl von Werken, darunter das wohl bekannteste Bild des Museo Correr mit dem Titel Zwei Venezianerinnen von Vittore Carpaccio, das im 19. Jahrhundert fälschlich für die Darstellung zweier Kurtisanen gehalten wurde.
Als dritte Abteilung ist dem Museo Correr das Museo del Risorgimento e dell’Ottocento Veneziano angeschlossen. Hier ist in Historienbildern, Kostümen, Urkunden, Stichen etc. die Geschichte Venedigs vom Ende der Republik bis zur Einigung Italiens im 19. Jahrhundert dokumentiert.